# Trăn
Trăn là tên thông dụng tại Việt Nam, dùng để chỉ một số loài rắn lớn, chủ yếu thuộc các họ:
- Boidae (họ Trăn Nam Mỹ)
- Bolyeriidae (họ Trăn đảo)
- Loxocemidae (họ Trăn Mexico)
- Pythonidae (họ Trăn)
- Tropidophiidae (họ Trăn cây).

Chúng đều có đặc điểm chung là săn các loại động vật máu nóng bằng cách cắn rồi ngoạm, sau đó lấy thân mình cuốn mồi vào và siết chặt cho đến chết rồi nuốt vào từ từ. Răng trăn cong vào trong, không có ống tiết nọc nhưng nhờ cấu tạo của xương hàm mở rộng (đến 180°) nên có thể nuốt được những con mồi lớn.